# دانييلي بينتو
دانييلي بينتو هو لاعب كرة قدم إيطالي في مركز الوسط، ولد في 9 مايو 1986 في فيميركاتي في إيطاليا.

## وصلات خارجية
- دانييلي بينتو على موقع قاعدة بيانات كرة القدم.إي يو (الإنجليزية)
- دانييلي بينتو على موقع Soccerway.com (الإنجليزية)
- دانييلي بينتو على موقع عالم كرة القدم.نت (الإنجليزية)